# Rigadin et l'escalope de veau
Rigadin et l'escalope de veau è un cortometraggio del 1910 diretto da Georges Monca.

## Trama
La signora Rigadin si accorge di avere le rughe e così chiede consiglio alla cameriera. La cameriera legge su un libro che il rimedio è mettere una cotoletta di carne sulla fronte. Scoperta questa meravigliosa ricetta, ogni sera si applica di nascosto sulla fronte una cotoletta, mandando Rigadin al di fuori della stanza, facendolo dormire sul sofà. I giorni seguenti da alla cuoca le cotolette da cucinare ed è per questo che Rigadin vede ogni giorno nel piatto una succulenta cotoletta. Rigadin a causa di questo comincia ad avere delle strane allucinazioni e strani comportamenti ma un giorno scopre sua moglie con la cotoletta sulla fronte e così, infuriato da alla cameriera la cotoletta da far cucinare, obbligando la moglie a mangiarla.